# Cobrança reversa de SMS
A Cobrança reversa de SMS ou serviço de SMS premium significa que o usuário do telefone do destinatário, e não o remetente da mensagem, é cobrado pelo custo da mensagem SMS recebida. Também é chamado de Faturamento MT (Mobile Terminated). As mensagens SMS com cobrança reversa são enviadas somente se solicitadas especificamente pelo usuário do telefone; no entanto, muitos operadores sem escrúpulos enviarão mensagens de cobrança reversa sem o consentimento prévio do destinatário, que muitas vezes passam despercebidas pelos usuários em planos Pay As You Go sem cobrança detalhada. O consentimento também pode estar oculto nas letras miúdas de um anúncio. Um alerta meteorológico diário é um exemplo de serviço em que são recebidas mensagens regulares de cobrança reversa.
Em alguns países, os provedores são obrigados por lei ou regulamento a fornecer um meio de optar por não receber um serviço uma vez iniciado. Normalmente, isso é obtido enviando uma mensagem de parada (geralmente, simplesmente STOP) para o mesmo número do próprio serviço.